# موز بنفسجي
موز بنفسجي (الاسم العلمي:Musa violascens) هو نوع من النباتات يتبع جنس الموز من فصيلة الموزية.